# Janet Gaynor
Janet Gaynor (født Laura Gainor; 6. oktober 1906 i Philadelphia, Pennsylvania, USA, død 14. september 1984 i Palm Springs Californien) var en amerikansk filmskuespiller, som i 1928 var den første som vandt en Oscar for bedste kvindelige hovedrolle. Hun har fået en stjerne på Hollywood Walk of Fame.